# دال-دونگ
دال-دونگ (به لاتین: Dal-dong) یک منطقهٔ مسکونی در کره جنوبی است که در  Nam District  واقع شده‌است.